# NGC 2416
NGC 2416 is een spiraalvormig sterrenstelsel in het sterrenbeeld Kleine Hond. Het hemelobject werd op 26 januari 1865 ontdekt door de Duitse astronoom Albert Marth.

## Synoniemen
- UGC 3925
- MCG 2-20-2
- ZWG 58.8
- IRAS 07329+1143
- PGC 21358